# Epirhyssa porteri
Epirhyssa porteri är en stekelart som beskrevs av Ian D. Gauld 1991. Epirhyssa porteri ingår i släktet Epirhyssa och familjen brokparasitsteklar. Inga underarter finns listade i Catalogue of Life.